# Aglaoschema mourei
Aglaoschema mourei är en skalbaggsart som först beskrevs av Dilma Solange Napp 1993.  Aglaoschema mourei ingår i släktet Aglaoschema och familjen långhorningar. Inga underarter finns listade i Catalogue of Life.